# Örményország történelmi fővárosai
Ez a lista Örményország és elődállamainak fővárosait tartalmazza.
| #  | Település    | Időtartam                                     | Periódus |
| -- | ------------ | --------------------------------------------- | --- |
| 1  | Tuspa        | kr. e. 832–kr. e. 590                         | Urartu Királyság |
| 2  | Armavir      | kr. e. 331–kr. e. 210                         | Örmény Királyság (Orontida-dinasztia)                                                                                |
| 3  | Yervandashat | kr. e. 210–kr. e. 176                         | Örmény Királyság (Orontida- és Artaxiád-dinasztia)                                                                   |
| 4  | Artasat      | - kr. e. 176–kr. e. 77 - kr. e. 69–kr. e. 120 | Örmény Királyság (Artaxiád-dinasztia)                                                                                |
| 5  | Tigranokerta | kr. e. 77–kr. e. 69                           | Örmény Királyság (Artaxiád-dinasztia)                                                                                |
| 6  | Vagarsapat   | 120–330                                       | Örmény Királyság (Arszakida-dinnasztia)                                                                              |
| 7  | Dvin         | 336–428                                       | Örmény Királyság (Arszakida-dinnasztia)                                                                              |
| 8  | Bagaran      | 885–890                                       | Örmény Királyság (Bagratuni-dinasztia)                                                                               |
| 9  | Shirakavan   | 890–929                                       | Örmény Királyság (Bagratuni-dinasztia)                                                                               |
| 10 | Kars         | 929–961                                       | Örmény Királyság (Bagratuni-dinasztia)                                                                               |
| 11 | Ani          | 961–1045                                      | Örmény Királyság (Bagratuni-dinasztia)                                                                               |
| 12 | Tarsus       | 1080–1198                                     | Kilikiai Örmény Királyság (Rupen-, Hetum- és Lusignan-ház)                                                           |
| 13 | Szisz        | 1198–1375                                     | Kilikiai Örmény Királyság (Rupen-, Hetum- és Lusignan-ház)                                                           |
| 14 | Jereván      | *1918–1920 - 1920–1991 - 1991–napjainkig      | *Első Örmény Köztársaság (1918–20) - Örmény Szovjet Szocialista Köztársaság (1920–1991) - Örmény Köztársaság (1991–) |
| –  | Sztepanakert | 1991–napjainkig                               | Hegyi-Karabah Köztársaság (de facto ország)                                                                          |

## Fordítás
- Ez a szócikk részben vagy egészben  a   Historical capitals of Armenia című angol Wikipédia-szócikk ezen változatának fordításán alapul.  Az eredeti cikk szerkesztőit annak laptörténete sorolja fel. Ez a jelzés csupán a megfogalmazás eredetét és a szerzői jogokat jelzi, nem szolgál a cikkben szereplő információk forrásmegjelöléseként.